# Bošnjaci (Sanski Most)
Bošnjaci (szerbül: Бошњаци) szerb falu Bosznia-Hercegovinában, a Bosznia-hercegovinai Föderáció Una-Szanai kantonjában, Sanski Most községben.

## Fekvése
Bosznia-Hercegovina északnyugati részén, Bihácstól légvonalban 50, közúton 68 km-re keletre, Sanski Most központjától légvonalban 13, közúton 22 km-re nyugatra, a Grmeč-hegység területén, hegyvidéki területen fekszik. 

## Népessége
| Nemzetiségi csoport | Népesség 1991 | Népesség 2013 |
| ------------------- | ------------- | ------------- |
| Szerb               | 228           | 1             |
| Bosnyák             | 0             | 0             |
| Horvát              | 0             | 0             |
| Jugoszláv           | 0             | 0             |
| Egyéb               | 2             | 0             |
| Összesen            | 230           | 1             |

## Története
A település 1878-ig az Oszmán Birodalom része volt. 1878-tól az Osztrák-Magyar Monarchia része lett. Az első osztrák-magyar népszámlálás során, 1879-ben a településen 146 lakost számláltak, akik mind ortodox szerbek voltak. 1910-ben Eminovci község részeként 329 lakost számláltak itt. 1941-ben Bošnjaci azok közé a falvak közé tartozott, ahol a szerbek mellett már horvátok is éltek. A boszniai háború idején a Sana hadművelet során szerb lakossága a szerb csapatokkal együtt elmenekült a támadó bosnyák csapatok elől és közülük csak kevesen tértek vissza. 2013-ban a településnek már csak egyetlen állandó lakosa volt.